# Cervantesia
- Commons
- Wikispecies

Cervantesia é um género botânico pertencente à família Santalaceae.